# Tremellina pyrenophila
Tremellina pyrenophila är en svampart som beskrevs av Bandoni 1986. Tremellina pyrenophila ingår i släktet Tremellina, ordningen gelésvampar, klassen Tremellomycetes, divisionen basidiesvampar och riket svampar.   Inga underarter finns listade i Catalogue of Life.